# سانادا ماساترو
سانادا ماساترو، سانادا نوبوترو (به ژاپنی: 真田昌輝) یک سامورایی در دوره سنگوکو و دوره آزوچی-مومویاما بود وی در ابتدا به تاکدا شینگن و سپس به پسر وی تاکدا کاتسویوری خدمت می‌کرد. در برخی از منابع از وی به عنوان یکی از ۲۴ ژنرال تاکدا شینگن نام برده شد. وی در نبرد ناگاشینو در ۲۸ ژوئن ۱۵۷۵ کشته شد.